# ABC (Australia)
ABC è una rete televisiva australiana del gruppo Australian Broadcasting Corporation, parte del servizio pubblico australiano.

## Storia
Il canale nacque nel 1956 con il nome di "ABC National Television", spesso abbreviato in "ABC TV"; diventò dal 2008 al 2014 "ABC1" e in seguito assunse il nome attuale di "ABC". La sede principale della rete si trova a Ultimo, un sobborgo urbano di Sydney, nello Stato del Nuovo Galles del Sud.

### Origini
Nel 1953 in Australia si approva il Federal Television Act che fornisce il quadro normativo per il servizio pubblico e per le reti televisive commerciali.
La stazione televisiva commerciale TCN-9 di Sydney è la prima a trasmettere in Australia, subito seguita dal gruppo ABC che inizia a trasmettere prima con il canale ABN-2 a Sydney e poi con ABV-2 a Melbourne. Sei stazioni, tre a Melbourne e tre a Sydney, sono già in servizio per coprire gli eventi sportivi delle Olimpiadi a Melbourne.
La prima trasmissione televisiva del canale è il discorso del primo ministro Robert Menzies, il 5 novembre 1956 presso il Gore Hill di Sydney seguito, due settimane dopo, dalle prime trasmissioni a Melbourne.
I principali programmi della Australian Broadcasting Corporation (ABC) che debuttano nel 1956 sono TV Channell e Picture Page. Altri programmi della rete negli anni '50 sono spettacoli di varietà come Look Who's Dropped In e Café Continental, talk show come Any Questions e programmi per bambini come Children's TV Club. A partire dal 1957 le due stazioni ABC allora in funzione, una a Sydney e l'altra a Melbourne, producono ciascuna una rappresentazione teatrale dal vivo ogni mese, che viene registrata per essere trasmessa nell'altra città.
Sebbene i programmi radio possano essere trasmessi a livello nazionale per rete ssa, gli impianti televisivi diventano operativi solo nel 1960. Ciò significa che,  prima di questa data,  i bollettini delle notizie devono essere inviati a ciascuna capitale tramite telescrivente, per essere preparati e presentati separatamente in ogni città, con materiali filmati, copiati manualmente e inviati a ciascuno Stato.
Un edificio, realizzato appositamente per ospitare studi televisivi, apre a Sydney il 29 gennaio 1958, sostituendo gli studi di registrazione temporanei utilizzati fin dagli esordi dalla ABC.  Nello stesso anno, gli operatori trasferiscono l'attrezzatura tecnica in sedi permanenti, mentre l'introduzione dei trasmettitori principali avviene a Melbourne e a Sydney rispettivamente nel 1957 e nel 1958.

### Dagli anni Sessanta agli anni Novanta
ABC TV è una delle prime reti televisive in Australia ad abbracciare la rivoluzione del rock'n'roll alla fine degli anni Cinquanta, in particolare con Six O'Clock Rock , condotto da Johnny O'Keefe.
Nel corso degli anni Sessanta e nei primi anni Settanta, il canale continua a trasmettere programmi sulla musica pop, tra cui lo show pop Hitscene, le canzoni dal vivo di gruppi come Tully e Max Merritt & The Meteors, così come il programma in stile magazine GTK che nel 1969 debutta e viene trasmesso per 10 minuti, quattro sere a settimana, alle 18:30, immediatamente prima di Bellbird e alle 19:00 dopo il notiziario. Nel 1967, la rete lancia il programma di attualità settimanale This Day Tonight.
Negli anni Ottanta, il canale lancia le trasmissioni Lateline e Media Watch. Inoltre, nel 1983 introduce i servizi di televideo per consentire l'accesso ai sottotitoli ai telespettatori non udenti. The National, un telegiornale nazionale della durata di un'ora, sostituisce Nationwide, già successore di This Day Tonight. Ma a causa dei bassi ascolti, The National viene sostituito da ABC News che torna come notiziario delle 19:00 seguito da un'edizione a livello statale di The 7.30 Report.

### Dagli anni Duemila in poi
Il 1º gennaio 2001 la televisione digitale terrestre viene introdotta nella maggior parte dell'area di copertura della rete: a questa data segue presto la graduale introduzione di widescreen e alta definizione.
Inoltre nella mezzanotte del 1º gennaio 2008, ABC TV cambia nome in ABC1 e si sposta dal canale 22 al 21, per completare l'offerta digitale assieme ad ABC2 disponibile solo in digitale.
Nel giugno 2010, il canale ABC1 termina le trasmissioni in alta definizione per essere sostituito da un quarto canale, ABC News 24 (oggi ABC News). A partire dal 10 dicembre 2013, ABC1 non trasmette più sulla TV analogica, ma solo tramite TV digitale o decoder digitale.
Nel luglio 2014, ABC1 cambia il suo nome in ABC.

## Programmazione
ABC si dedica soprattutto a notizie di attualità e di economia, ma presenta anche documentari e programmi educativi, spettacoli per bambini, teatro, programmi di intrattenimento leggero, varietà e sport.

### News e attualità
I notiziari e gli aggiornamenti, trasmessi nel corso della giornata, comprendono i notiziari di punta serale a livello regionale con l'ABC News delle 19:00, incentrato sulle notizie locali, nazionali ed internazionali. Inoltre vi è The Midday Report, un'edizione settimanale nazionale di ABC News, che va in onda a mezzogiorno in diretta dagli studi della Australian Broadcasting Corporation di Ultimo. Le notizie di ABC sono trasmesse a livello nazionale per tutto il giorno, ma gli aggiornamenti sono mostrati in serata nella maggior parte degli Stati dai loro rispettivi presentatori. Esiste anche ABC News Breakfast, un notiziario che va in onda su ABC2.
Altri programmi di punta, tra cui Four Corners, Australian Story, Foreign Correspondent , Lateline e The 7.30 Report, sono trasmessi in prima serata e sono ampiamente apprezzati. Analogamente, ogni Stato produce e trasmette le proprie rispettive edizioni di Stateline in prima serata. Inoltre, Landline, Insiders, Media Watch e At the Movies coprono rispettivamente cronaca regionale, politica e borsa.

### Sport
ABC Sport detiene attualmente i diritti di trasmissione di una serie di sport, che vanno in onda su ABC: si tratta dei Women's Australian Open, Campionati del mondo di netball, W-League, Women's National Basketball League e AFC Womens Asian Cup così come le gare del campionato di football tra cui Australian Rules Football e Rugby League. Oltre a questo, la ABC detiene anche i diritti per le Paraolimpiadi, l'Australian Rugby Championship e l'Hopman Cup, un torneo di tennis.
ABC Sport trasmette attualmente Grandstand Sport che include i campionati di football e rugby statali come New South Wales Rugby Union, Queensland Rugby League, Victorian Football League, Tasmanian Football League, South Australian Football League, West Australian Football League, Northern Territory Football League,  Tiwi Islands Football League e Australian Rugby Championship.

### Bambini
I programmi per bambini vanno in onda in due blocchi, uno al mattino dalle 6:00 alle 10:00 e l'altro il pomeriggio dalle 15:00 alle 18:00. I blocchi sono mirati a due gruppi diversi di età: i bambini in età prescolare e quelli in età scolare.
La programmazione ABC dei bambini comprende un insieme di programmi televisivi autoprodotti o acquistati dall'estero. Alcuni di questi come Play School, Giggle and Hoot, Five Minutes More e Banane in pigiama  sono ormai considerati programmi storici grazie alla loro longevità. Oltre alla programmazione per bambini di età scolare su ABC, il palinsesto comprende Le avventure di Top Bottle Bill e del suo migliore amico Corky e I selvaggi.
La programmazione per bambini include anche programmi educativi come ad esempio Behind the News, un notiziario che fornisce informazioni di base su temi di attualità. Il programma è stato trasmesso in molte aule scolastiche. Schools TV invece, è una striscia tra le 10:00 e le 11:00 che consiste in documentari e speciali relativi allo studio scolastico.

## Ricezione
ABC varia a seconda dello stato e del territorio per quanto riguarda il notiziario delle 19:00, Stateline e alcune pubblicità. La programmazione nazionale è spesso interrotta per mostrare la copertura delle elezioni statali. Ogni Stato e singola stazione territoriale si sintonizza su quella della sua capitale, il che significa che nello stato di Victoria tutti i programmi provengono o da Melbourne o da Sydney, dove si producono il resto dei programmi. ABC è trasmesso a livello nazionale attraverso i trasmettitori di ABC Television, in digitale terrestre.

## Storia dei loghi
Nei suoi primi anni, il canale usa la figura di Lissajous con le iniziali ABC al suo interno per riempire gli intermezzi tra i programmi. Nel 1963, si svolge un concorso per creare un nuovo logo da usare in televisione, su articoli di cancelleria, pubblicazioni, distintivi, veicoli e microfoni targati ABC.
A vincerlo è il graphic designer Bill Kennard che nel 1965, dopo aver sperimentato il telerecording dell'oscillografo, presenta un disegno ispirato alla figura di Lissajous. Le lettere ABC vengono aggiunte al disegno e il tutto viene adottato come logo ufficiale della ABC.  Bill Kennard riceve £ 25 per il suo lavoro. Nel corso del tempo, gli operatori ABC aggiornano più volte il logo, passandolo prima al colore e poi al formato 3D e rendendolo una delle immagini più famose in Australia.
Per celebrare l'introduzione della televisione a colori del 19 ottobre 1974, infatti, gli operatori creano una versione a colori del logo ABC. Il nuovo logo prevede anche un design "sopra e sotto".
Nel 1980, il promo della ABC TV è un nastro bianco su sfondo blu, che prima si ingrandisce e poi, quando si rimpicciolisce mostra una pianura occidentale e poi il logo ABC, con la scritta ABC TV che svanisce sopra di esso. 
Nel 1981 invece, il promo del canale mostra prima un nastro blu che scende, poi la figura di Lissajous delineata in arancione che si ingrandisce in avanti, con sopra la scritta "ABC TV". 
Dal 1985 al 1987 il promo mostra quadrati rossi sul terreno che si ingrandiscono fino a mostrare un sole giallo con il logo ABC che si allontana. Questa immagine è stata utilizzata anche per il programma "ABC By Satellite". 
Per celebrare il bicentenario australiano, durante l'Australia Day del 1988, gli operatori aggiornano di nuovo il logo.
Nel 1995, si mostra la mano di una persona diversa che disegna la figura di Lissajous. Il simbolo storico dell'ABC subisce ulteriori modifiche, diventando simile a quello visto nel 1963 durante il primo progetto.
Nel 2001, l'ABC TV lancia un nuovo promo per celebrare l'introduzione della televisione digitale terrestre in Australia. Nel nuovo promo si vede un cerchio su una trama che si trasforma nel logo ABC. Il logo conserva la sua forma storica, ma assume una struttura metallizzata in 3D. Inoltre perde il tipico "sopra e sotto" del design.
Nel 2002, per celebrare i settant' anni di Australian Broadcasting Corporation, il logo ABC TV ripristina il "sopra e sotto", ma conserva la struttura metallizzata in 3D. In seguito, sempre nel 2002, il simbolo del canale cambia di nuovo per aggiungere elementi quali un fuoco, una foglia, del ghiaccio e un anello d'argento (che si trasformano tutti nel logo ABC) e lo slogan nuovo di zecca Everyone's ABC. A differenza dello slogan che verrà usato fino alla fine del 2005, il logo del canale verrà modificato già nel 2003.
Nel 2005, il simbolo di ABC TV, in concomitanza con ABC2 (canale lanciato il 7 marzo 2005), viene rinnovato con una figura di Lissajous leggermente modificata che si trasforma in un televisore.
L'8 febbraio 2008 la rete cambia nome in ABC1 e il promo del canale si aggiorna, mostrando il logo ABC su uno sfondo blu, mentre il promo della ABC2 mostra lo stesso su uno sfondo giallo. Inoltre, lo slogan It begins with 1 sostituisce There's more to Television. Sempre nello stesso anno, i promo del canale si rinnovano e diventano una versione animata di quelli del 2003. Dopo le polemiche contro la possibile rimozione definitiva dell'allora quarantatreenne figura di Lissajous, la direzione ABC ribadisce che questa rimarrà in uso della società.
Nel febbraio 2011, ABC1 lancia un nuovo logo attraverso personalità di spicco del canale fra cui il volto noto Adam Hills, insieme al nuovo slogan "Think Entertainment". Il nuovo logo prevede una nuova filigrana con un singolo "1" sopra la storica figura di Lissajous del network.
Nel luglio 2014, ABC1 cambia nome in ABC con dei nuovi promo in diretta che ripristinano il logo della curva di Lissajous del 1974. Il logo ripristinato appare però, in colori sfumati diversi rispetto al simbolo originale. Nei promo la figura di Lissajous compare da sola, durante video d'archivio (tratti dalla videoteca di ABC Open) di persone che svolgono varie attività. Poi compaiono le parole: "È (inserire parole qui) l'ABC" (le parole cambiano a seconda del filmato) che si dissolvono sul lato sinistro del logo. Poco tempo dopo le parole cambiano in  "#OurABC" che diventa il nuovo slogan della rete. I nuovi promo del 2014 sono tutti molto simili a quelli delle stazioni ABC del 1996–1998, 1998–2000, 2003–2005, 2008–2011 e 2011-2014 delle stazioni ABC del passato.
Il 4 febbraio 2019, il canale ripristina completamente il logo della curva di Lissajous del 1974, realizzando nuovi promo che, oltre allo storico simbolo, mostrano la scritta "ABC Sans". Inoltre, la rete riutilizza il jingle originale del 1988 per poter realizzare un tema immagine nell'immagine.

## Cronologia degli slogan
- Dal 1965 al 1970: Australian Broadcasting Commission, National Television Service.
- 1971: This is National Television ABC. (basato su "A Shade of Brass")
- 1972: This is ABC Television, The Good Looking Australian. (basato su "A Shade of Brass")
- Dal 1972 al 1973: Around Australia, You're in Tune with the National Network – ABC Television.
- 1974: This is ABC National Television.
- Natale 1974: Wishing You a Merry Christmas From ABC National Television.
- Gennaio-febbraio 1975: Come on Home to ABC.
- 1975: Come to Colour on ABC National Television.
- 1977: You're at Home with ABC.
- Dal 1978 al 1982: ABC-TV.
- Estate 1980/1981: Summer '80.
- Estate 1981/1982: ABC Summer.
- Dal 1982 al 1983: ABC – Your National Network.
- 1982: The Games Station.
- Dal 1985 al 1994: You're Watching ABC, Your Australian Network.
- 1986: This is ABC Television, Coming to You via Domestic Satellite Throughout Australia.
- Dal 1988 al 1996: Natural Textures of Australia.
- Dal 1990 al 1995: Man-Made Textures.
- 1992: 8 Cents a Day.
- Dal 1993 al 2000: It's Your ABC.
- 1994: Seeing is Believing on Your ABC.
- Dal 1º gennaio 1999 al 1º gennaio 2002: You're Watching ABC, Your Australian Network – First in Australia.
- Dal 2002 al 2005: Everyone's ABC.
- Dal 2005 al 2008: There's More to Television.
- Dal 2008 al 2011: It Begins with 1.
- Estate 2010/2011: Colour Your Summer with ABC.
- Dal 2011 al 2014: Think Entertainment.
- Estate 2011/2012: Happy Summer.
- 20 luglio 2014 – 31 dicembre 2017: #OurABC.
- Dal 31 dicembre 2017 ad oggi: Yours.
- Dal dicembre 2016 ad oggi: ABC: Original. (slogan secondario)